# Forcelles-sous-Gugney
Forcelles-sous-Gugney är en kommun i departementet Meurthe-et-Moselle i regionen Grand Est (tidigare regionen Lorraine) i nordöstra Frankrike. Kommunen ligger i kantonen Vézelise som tillhör arrondissementet Nancy. År 2022 hade Forcelles-sous-Gugney 89 invånare.

## Befolkningsutveckling
Antalet invånare i kommunen Forcelles-sous-Gugney
| Referens: INSEE |